# Hastes de controle

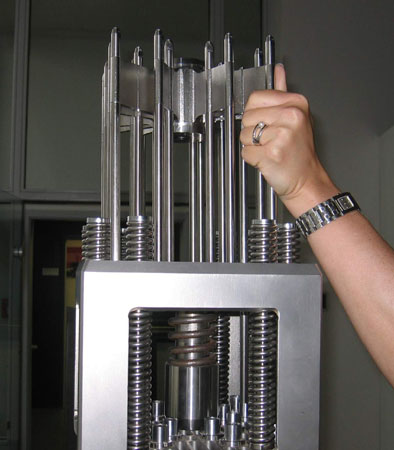
Conjunto de uma haste de controle para um reator de água pressurizada, acima do elemento combustível.

Uma haste de controle é uma barra feita de elementos químicos capazes de absorver muitos nêutrons sem fissioná-los. Hastes de controle são usadas em reatores nucleares para controlar a taxa de fissão de urânio e plutônio. Elementos químicos com capacidade suficientemente alta de capturar nêutrons incluem prata, índio e cádmio. Outros elementos que podem ser usados incluem bório, cobalto, háfnio, gadolínio e európio.